# James W. Bradbury

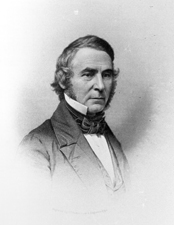
James W. Bradbury

James Ware Bradbury (* 10. Juni 1802 in Parsonsfield, York County, Maine; † 6. Januar 1901 in Augusta, Maine) war ein US-amerikanischer Politiker (Demokratische Partei), der den Bundesstaat Maine im US-Senat vertrat.
James Bradbury besuchte zunächst die öffentlichen Schulen und später eine Privatschule in Gorham. Nach seinem Abschluss am Bowdoin College im Jahr 1825 wurde er zunächst Leiter einer Privatschule in Hallowell, ehe er 1829 in Effingham (New Hampshire) die erste Normalschule Neuenglands begründete. Danach studierte er die Rechtswissenschaften und begann 1830 als Jurist in Augusta zu praktizieren. Dort arbeitete er zeitweise auch als Redakteur für den Maine Patriot und war von 1834 bis 1838 Staatsanwalt des Kennebec County.
1844 nahm James Bradbury an der Democratic National Convention in Baltimore teil, bei der James K. Polk als Kandidat für die Präsidentschaft nominiert wurde. Polk gewann später auch die Wahl. Am 3. März 1847 zog Bradbury dann für die Demokraten in den Senat in Washington ein. Er verbrachte dort eine komplette Amtsperiode bis zum 3. März 1853 und verzichtete auf eine weitere Kandidatur, um wieder seiner juristischen Tätigkeit nachgehen zu können. Während seiner Zeit im Senat stand er dem Committee on Printing und dem Committee on Retrenchment vor.
Nach seiner politischen Laufbahn wurde Bradbury 1861 noch Kuratoriumsmitglied des Bowdoin College. Er trat in den Vorstand der historischen Gesellschaft von Maine ein und fungierte von 1867 bis 1887 als deren Präsident. James Bradbury verstarb 1901 im Alter von 98 Jahren als zu diesem Zeitpunkt ältester ehemaliger US-Senator.